# Casey (Illinois)
Casey – miasto w Stanach Zjednoczonych, w stanie Illinois, w hrabstwie Clark.